# Bienosaurus
Bienosaurus là một chi khủng long, được Dong mô tả khoa học năm 2001.